# Campanularia laminacarpa
Campanularia laminacarpa is een hydroïdpoliep uit de familie Campanulariidae. De poliep komt uit het geslacht Campanularia. Campanularia laminacarpa werd in 1966 voor het eerst wetenschappelijk beschreven door Millard. 